# Vila Jusã
Vila Jusã é uma povoação portuguesa do Município de Mesão Frio que foi sede da extinta Freguesia de Vila Jusã, freguesia que tinha 2,12 km² de área e 635 habitantes (2011), e, por isso, uma densidade populacional de 299,5 hab/km².
A Freguesia de Vila Jusã foi extinta (agregada) pela reorganização administrativa de 2012/2013, sendo o seu território integrado na freguesia de Mesão Frio (Santo André).

## População
| Número de habitantes | Número de habitantes | Número de habitantes | Número de habitantes | Número de habitantes | Número de habitantes | Número de habitantes | Número de habitantes | Número de habitantes | Número de habitantes | Número de habitantes | Número de habitantes | Número de habitantes | Número de habitantes | Número de habitantes |
| -------------------- | -------------------- | -------------------- | -------------------- | -------------------- | -------------------- | -------------------- | -------------------- | -------------------- | -------------------- | -------------------- | -------------------- | -------------------- | -------------------- | -------------------- |
| 1864                 | 1878                 | 1890                 | 1900                 | 1911                 | 1920                 | 1930                 | 1940                 | 1950                 | 1960                 | 1970                 | 1981                 | 1991                 | 2001                 | 2011                 |
| 327                  | 401                  | 616                  | 360                  | 399                  | 415                  | 506                  | 572                  | 579                  | 603                  | 471                  | 535                  | 523                  | 687                  | 635                  |

(Obs.: Número de habitantes "residentes", ou seja, que tinham a residência oficial neste município à data em que os censos  se realizaram.)

## Património
- Marco granítico n.º 9 - Situado na Quinta das Paredes